# Лез-Энфурна
Лез-Энфурна́ (фр. Les Infournas, окс. Infornats) — коммуна во Франции, находится в регионе Прованс — Альпы — Лазурный Берег. Департамент коммуны — Верхние Альпы. Входит в состав кантона Сен-Бонне-ан-Шансор. Округ коммуны — Гап.
Код INSEE коммуны — 05067.

## Население
Население коммуны на 2008 год составляло 26 человек.
| 1962 | 1968 | 1975 | 1982 | 1990 | 1999 | 2008 |
| ---- | ---- | ---- | ---- | ---- | ---- | ---- |
| 53   | 56   | 43   | 36   | 29   | 24   | 26   |

## Экономика

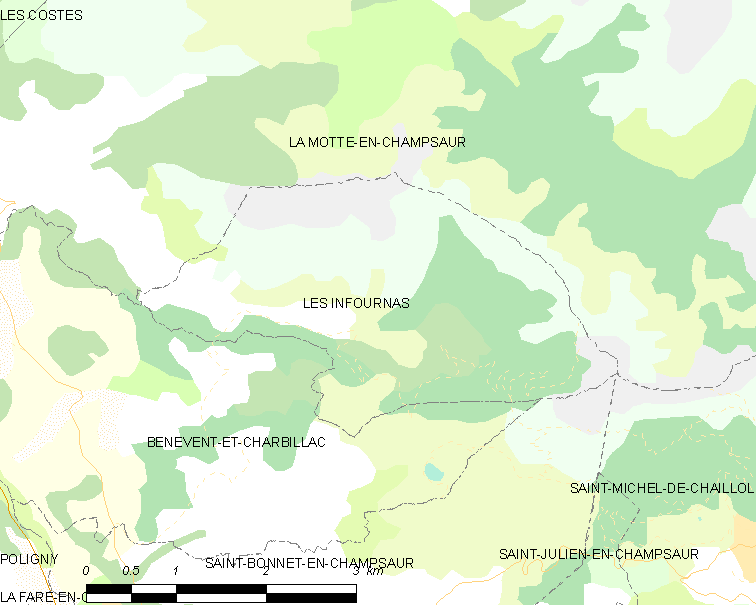
Карта коммуны

В 2007 году среди 14 человек в трудоспособном возрасте (15—64 лет) 11 были экономически активными, 3 — неактивными (показатель активности — 78,6 %, в 1999 году было 60,0 %). Из 11 активных работали 9 человек (5 мужчин и 4 женщины), безработных было 2 (1 мужчина и 1 женщина). Среди 3 неактивных 2 человека были пенсионерами, 1 был неактивным по другим причинам.